# قطب الدين محمد حسين
قطب الدين محمد حسين (ولد في 12 أبريل 1998م في المدينة المنورة، المملكة العربية السعودية) لاعب كرة قدم تشادي يجيد اللعب في مركز الظهير الأيمن. يلعب حاليا لصالح الحالة البحريني منذ 2020م.